# Saxòfon
El saxòfon, saxofon (de Sax, del seu creador i phonos, so en grec), també anomenat simplement saxoés un instrument de vent de llengüeta simple i de tub cònic, considerat de vent de fusta en la classificació tradicional dels instruments, i en el grup 422.212 de la classificació de Hornbostel-Sachs. L'altura es controla obrint i tancant forats al cos per canviar la longitud efectiva del tub. Els forats estan tancats per coixinets de cuir units a les claus que opera el tocador. Els saxòfons es fabriquen en diverses mides i gairebé sempre es tracten com a instruments transpositors. Una persona que toca el saxo s'anomena saxofonista.

## Història
El saxòfon va ser desenvolupat a partir de la dècada de 1840 per Adolf Sax, un cèlebre fabricant d'instruments nascut a Dinant (Bèlgica), el 1814. Sax va viure a París per tal d'explotar millor la seva invenció, ciutat on va morir arruïnat, acusat de robar patents, el 1894.
El va crear amb la voluntat de millorar el clarinet pel que fa a la intensitat i a la força. Sembla que hi va arribar, ja que el compositor Hector Berlioz el va incloure en alguna de les seves composicions i va lloar-ne la invenció amb aquestes paraules: «No conec cap instrument actual que es pugui comparar amb el saxòfon: és ple, bla, vibrant, d'una força enorme, i és, sobretot, susceptible d'endolcir».
Al començament el saxòfon tenia 18 claus. La seva extensió cromàtica comprenia des del Si natural greu (B) al re natural agut (D). Des d'aleshores ha evolucionat prou. Actualment els saxòfons tenen una extensió cromàtica que va des del Si bemoll greu (B♭) fins al Fa sostingut agut (F#). Existeixen models recents que ja arriben al Sol agut(G).
L'ús preferent del saxòfon és en bandes de música i sobretot en el món del Jazz, on és un instrument destacat pel seu so alhora vital i emocional. El saxo va assolir un reconeixement ampli ja entrat el segle xx. Una llista del repertori per saxòfon consta en el llibre de Jean-Marie Londeix 125 Ans de Musique pour Saxophone, entre les que es poden trobar composicions de Bizet (L'Arlésienne), Britten (Sinfonia da Requiem), Gershwin (Un americà a Paris), Prokovief (El Tinent Kijé), Ravel (El Bolero), Strauss (Simfonia domèstica), Stravinsky (Ebony concerto). Gran part de les obres per saxòfon com a instrument solista en concert estan escrites per saxo alt en mi bemoll, a diferència del saxo tenor i baríton. En els conjunts de ball i de jazz els més populars han estat els saxo alt i tenor.

## Tipus
- Saxòfons soprano corbat en si bemoll, tenor en mi bemoll alt i si bemoll.
- Saxòfons d'esquerra a dreta: soprano en Si♭, alt en Mi♭, tenor en Si♭, baríton en MI♭.
- Saxòfon baix en Si♭
- Saxòfon tenor, Adolphe Sax, París, ca. 1850, MDMB 857, al fons del Museu de la Música de Barcelona

La família dels saxòfons que s'utilitzen normalment en l'actualitat, des del més agut al més greu són:
- Sopranino (en mi♭): afinat a una octava per sobre del saxo alt. És un dels instruments que es fan servir en el Bolero de Ravel.
- Soprano (en si♭): té la seva dificultat en l'afinació tot i que gaudeix d'aspectes positius com és ara el seu caràcter veloç i la particular sonoritat aguda.
- Alt (en mi♭): sens dubte, és l'instrument considerat com a més virtuós dels set, ja que permet expressar-se plenament i de forma tan convincent que es podria comparar a la veu humana o al violí. La seva agilitat és comparable a la de la flauta travessera (de fet, molts saxofonistes combinen aquests dos instruments) i les possibilitats de matisos són superiors a les del clarinet. És capaç de fer-se sentir com a solista en grans agrupacions deixant clara la seva finalitat i rivalitzar quant a suavitat amb una flauta o fins i tot una harpa. Presenta dificultats a les repeticions massa ràpides d'una mateixa nota.
- Tenor (en si♭): supera quant a suavitat del timbre al saxòfon alt i té un registre greu més carnós (aspecte que perd en el registre agut). Útil a l'hora de crear regitres baixos d'acompanyament i lleial competidor solista amb el saxòfon alt.
- Baríton (en mi♭): instrument rarament localitzable en orquestres sinfòniques, capaç de crear un gran rang de matisos en el registre greu i amb una gran facilitat d'emissió envejable i poc corrent en instruments amb un registre similar al seu.

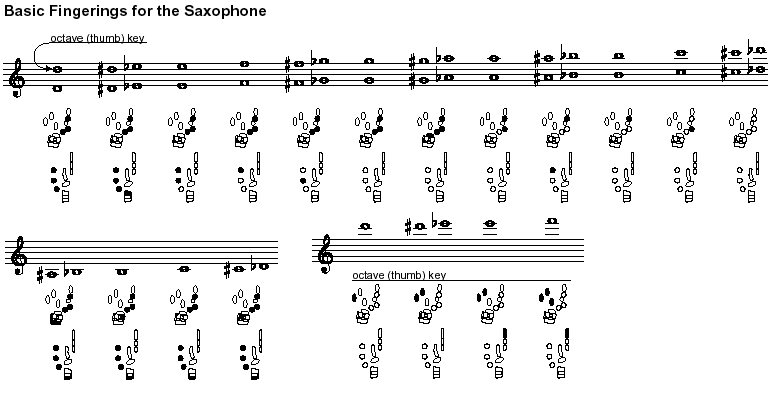
Digitació bàsica del saxòfon en mi♭

- Baix (en si♭): amb una agilitat excepcional per un instrument tan baix. A vegades es pot trobar com a quart membre de la primera línia en grups de jazz a l'estil dels anys vint.[12]
- Contrabaix (en mi♭)

El sopranino, el baix i el contrabaix són molt poc habituals. De la resta d'instruments, els més emprats són l'alt i el tenor. El baríton ja té un ús difós en les bandes de música i en orquestres de ball. Altres com el saxo Melody en Do, amb un so lleuger i agradable, va tenir una època de popularitat abans de la Segona Guerra Mundial, està afinat un to per sobre del saxo tenor.
El fet que existeixi la família dels saxòfons ha propiciat que floreixin arreu conjunts de saxòfons. Els més habituals són els quartets, preferentment integrats per soprano, alt, tenor i baríton, tot i que a vegades el soprano és substituït per un altre alt.

## Parts del saxòfon
- Canya o llengüeta: la llengüeta crea el so del saxo quan vibra. S'activa per l'aire.[15] Té la funció com a vàlvula d'aire que s'obre i es tanca sobre les embocadures a diferents velocitats.[16] La velocitat o freqüència d'aquesta operació controla el to i es regeix per la mida i la forma del cos d'aire que ha de posar en vibració. Quan més prima és la canya, resulta més fàcil tocar les notes perquè vibra més, però també és més fràgil.[17] Una cambra d'aire gran vibrarà més lentament que una de petita, ja que crea una major càrrega de treball a la canya.[16]
- Bec o embocadura: extrem superior del tub del saxòfon, proporciona una cambra per amplificar la vibració de la canya. La canya es col·loca a l'embocadura i se subjecta amb l'abraçadora.[18]
- Abraçadora: Anella metàl·lica que serveix per a subjectar la canya a l'embocadura
- Junta de suro: Peça feta de suro que permet que el bec es connecti amb el tudell
- Tudell: Canonet metàl·lic que es fixa a la part superior del tub, en l'extrem lliure del qual s'ajusta la canya
- Clau d'octava: Clau del saxòfon que eleva l'altura de totes les notes en una octava quan és premuda.
- Mecanisme d'octaves: Peça d'un saxòfon que actua com a suport i punt de gir per a la clau d'octava.
- Cos: Part del saxòfon que inclou el tub sencer de l'instrument, amb la campana i la culata.
- Botó de clau: Peça petita circular que recobreix algunes claus que permet accionar-les amb facilitat.
- Clau: Cadascuna de les peces metàl·liques que permeten obrir i tapar els forats en ser accionades amb els dits.
- Palanca de clau: Mecanisme que permet accionar les claus i fer sonar les notes greus.
- Culata: Part on el tub del cos es plega en forma de U i es prolonga fins a l'eixamplament de la campana.
- Guarda de la culata: peça que protegeix la culata.
- Campana: Eixamplament de l'extrem del tub que afavoreix l'expansió del so.
- Guarda de clau: Peça que protegeix les claus que hi ha a la campana, que queden més exposades que la resta de claus.
- Agafador de la campana: Peça de reforç entre el cos i la campana, serveix per sostenir la campana.
- Suport del polze: Suport que hi ha a la part del darrere del cos  que serveix per a recolzar el dit gros de la mà que aguanta l'instrument.[18]

### Materials

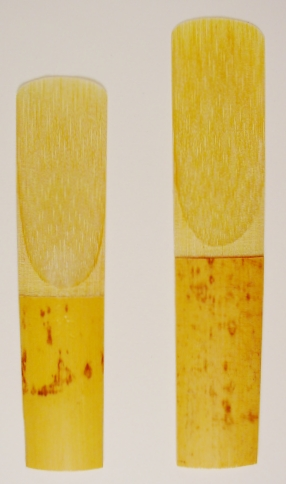
Canyes per saxòfon alt i tenor

La major part de l'instrument sol estar feta de metall, normalment de llautó, però també se n'ha fet de molts altres metalls. La llengüeta és de canya Arundo donax, i l'embocadura sol ser d'ebonita. De totes maneres s'han fet moltes variants. Poden estan fetes de goma de vareta dura (ebonita), vidre, metall o plàstic. Cadascuna té propietats lleugerament diferents relacionades amb el material utilitzat, depèn de l'individu i els avantatges de cadascun resulten ser un tema de controvèrsia. Les embocadures metàl·liques tenen l'avantatge de la robustesa i es poden adaptar a toleràncies fines. Això és un avantatge per als tenors i barítons que tenen la boca petita i prefereix la sensació d'una embocadura més petita. El plàstic ha demostrat ser un bon material i s'utilitza àmpliament. S'ha millorat la qualitat i ja no té tendència a trencar-se. L'embocadura de goma de vareta, o ebonita, que ha estat el suport durant molts anys, encara és la preferida universalment. Es pot modificar i fer servir fàcilment, no s'esquerdarà en circumstàncies normals.

## El saxòfon a la música clàssica
La tradicional orquestra simfònica es va enriquir amb l'última creació instrumental: el saxo alt. Georges Bizet, coneixent bé els problemes de certes orquestres per tenir un complement, va anotar en determinades partitures passatges en cas d'absència d'un instrument concret. Per exemple, els solos de saxo s'anoten a les partitures de primer o segon clarinet en l'obra L'Arlésienne de Daudet i composta el 1872 per Bizet. Un altre exemple el proporciona el compositor anglès Ralph Vaughan Williams, que va fer partitures per al saxo en diverses obres, sobretot a la seva Simfonia núm. 6, que inclou una part per saxo tenor i a la Simfonia núm. 9, incloent-hi tres saxos, un fiscorn i una secció de percussió ampliada, i particularment a la seva peça de 1930 Job, A Masque for Dancing, obra concebuda originalment com un ballet però escoltada amb més freqüència a la sala de concerts, inspirada en una sèrie d'il·lustracions de l'artista William Blake. Cal esmentar que després del quartet de corda, el quartet de saxos (saxo soprano, saxo alt, saxo tenor, saxo baríto) ofereix una excel·lent combinació d'instruments d'una mateixa família. En el nostre àmbit en són referents el quartet de saxofons Kebyart, formació catalana resident a Suïssa, Premi Enderrock 2023 a millor disc de música clàssica segons la crítica,amb el seu disc Lectures diffèrentes, amb Linn Records, amb música d'Eötvös, Stravinsky (Pulcinella Suite K034b), Haydn (String Quartet in C major ‘The bird’, opus 33 núm. 3) y Pérez-Villegas.

## El saxòfon a la música de jazz
El músic de jazz humanitza el so del seu instrument, el tractament que donen els músics als seus instruments intenta donar expressió a cada nota, incorporant al terreny instrumental els procediments expressius dels cantants de gòspel i blues, amb inflexions, vibrat i so esquerdat, derivant-ne una tècnica instrumental específica. En el cas dels instruments de canya com clarinets i saxòfons, la tria del tipus de canya i de bec, la forma de fer vibrar la columna d'aire per obtenir un so més càlid o, si convé, més estripat, ha fet que aquests instruments que havien estat relegats agafessin gran rellevància. La secció de saxos en les grans bandes es va acabar establint convencionalment com un conjunt de dos saxos alts, dos tenors i un baríton. El saxo soprano s'utilitza en les Big Bands per proveir amb el seu color de to únic a la secció de saxo i també com a instrument solista.
Charlie Parker, sobrenomenat Bird, és considerat com el millor saxofonista de la història, essent una de les figures claus en l'evolució del jazz, i un dels iniciadors del Bebop, juntament amb el trompetista Dizzy Gillespie, el bateria Max Roach, i els pianistes Bud Powell i Thelonious Monk, un estil de jazz caracteritzat per tempos ràpids i una improvisació basada més en l'estructura harmònica que no en la melodia, posterior al swing i previ al cool jazz.
John Coltrane va ser un dels innovadors del saxo tenor, amb Coleman Hawkins, Lester Young o Sonny Rollins. Coltrane es va distingir pels seus tempos, la seva tècnica i els seus sons forts i animats. També va destacar amb les seves improvisacions amb el saxo soprano, com en el seu àlbum  My Favorite Things (1961), interpretant la composició de Richard Rodgers.
La formació de Duke Ellington, des del 1940 va incorporar un saxo tenor solista, Ben Webster, seguidor de l'estil de Coleman Hawkins, amb un estil personal, tendre en les balades i un vibrat molt particular. El lideratge exercit per Hawkins i per l'impacte de la seva consagració amb la seva versió de Body and Soul (1939), amb la qual va obrir un nou recorregut al saxo tenor i dels altres instruments, plena d'audàcies harmòniques i expressivitat aclaparadora, va fer sorgir altres solistes com Don Byas, Sonny Rollins i Herschel Evans, aquest amb el seu so potent i robust, solista en diversos conjunts i que va formar part de les orquestres de Lionel Hampton i Count Basie, fins a la seva mort prematura.

## Intèrprets destacats
- Charlie Parker
- Maceo Parker
- Enrique Belloc
- Ernie Càceres
- David Sanborn
- John Coltrane
- Bob Berg
- Kenny Garrett
- Melissa Aldana
- Vi Redd
- Candy Dulfer
- Matana Roberts
- Boney James
- Grover Washington, Jr.
- Eddie Pollack
- Stan Getz
- Kenny G
- Joe Henderson
- Sonny Stitt
- Sonny Rollins
- Tia Fuller
- Lori Bell
- Grace Kelly
- Mindi Abair
- Clarice Assad
- Emily Remler
- Nicole Mitchell
- Jane Bunnett
- Sofía Ribeiro
- Claudia Acuña
- Adriana Rodríguez
- Sade